# 中康二
中 康二（なか こうじ）は、プライバシーマーク取得に特化したコンサルティング会社「オプティマ・ソリューションズ」の代表取締役。

## 経歴
東大寺学園高校、一橋大学を経て、1991年にソニー株式会社に入社。人事部門、新規ネットワークサービス関連子会社の立ち上げ、IT関連商品のマーケティングなどを経験した後、2004年に退職し、現在のオプティマ・ソリューションズを起業。

## 著書
- ＜図解＞個人情報保護法（2005、朝日新聞社） ISBN 4022500271
- これだけ！個人情報保護士試験完全対策（2006、あさ出版） ISBN 4860632249

| スタブアイコン | サブスタブ | この項目は、まだ閲覧者の調べものの参照としては役立たない、人物に関連した書きかけの項目です。この項目を加筆・訂正などしてくださる協力者を求めています（P:人物伝/PJ:人物伝）。 |